# Fontanar (Jaén)
Fontanar (también llamada popularmente El Fontanar) es una localidad y pedanía española perteneciente al municipio de Pozo Alcón, en la provincia de Jaén. Está situada en la parte suroriental de la comarca de Sierra de Cazorla. A cuatro kilómetros del límite con la provincia de Granada, cerca de esta localidad se encuentran los núcleos de Hinojares, Cañada Morteros y La Colonia.
La palabra Fontanar, significa nacimiento, y hace alusión a los infinitos manantiales sobre los que se asientan sus casas. Además, un importante desnivel lo separa del valle del río Guadiana Menor, dando origen a una ladera con profundos barrancos de elevadas pendientes (con desniveles de hasta 400 metros, a veces en perfecta verticalidad). Desde lo alto, enclaves como el Mirador del Lirio (punto geodésico de 898 metros) ofrecen vistas de prácticamente toda Andalucía Oriental, y desde donde se puede observar el atardecer. 
Su paisaje semidesértico y su flora y fauna esteparia son únicos dentro del parque natural. Destacan barrios como La Loma, mirador natural al que hay que añadir la singularidad de sus edificaciones, las casas-cueva, o La Rambla, con abundantes manantiales de agua y vegetación que la convierten en un lugar muy interesante con grandes atractivos naturales.

## Historia
Su enclave en las proximidades del río Guadiana Menor, parece ser que responde, como en otros casos (Cuevecillas, Hinojares, Ceal, Arroyo Molinos,...) a la necesidad de fijar puntos intermedios de descanso en la ancestral ruta marcada por el río, que conectaba el Levante Español con el Valle del Río Guadalquivir. 
Constancia de estos asentamientos, aunque no excesivamente estudiados, los tenemos en los yacimientos de la Cultura Argárica (S.II a. de Cristo) situados en la ladera del río Guadiana Menor, cerca del deshabitado poblado de Cuevecillas. 
Posteriormente, durante la ocupación árabe, se sabe de la existencia del Castillo de Chiellas, sobre el Cerro de Pueblezuelo, muy cerca del Fontanar, unos 2,5 km hacia el Guadiana Menor. Sin embargo, de primera constancia escrita de su existencia encontramos en el Archivo de la Iglesia Parroquial de Pozo Alcón, donde consta que era vecino de la aldea el primer bautizado de dicha Parroquia el día 9 de mayo de 1618.
Las breves notas que se tienen indican que en Fontanar existía una pequeña localidad estable que en algunos momentos llegó a superar los 1.500 habitantes, reduciéndose de forma drástica en la década de los 60 del siglo XX por la fuerte emigración que ocurrió. En esa década, la población tenía tres molinos harineros, dos almazaras, una central hidroeléctrica que abastecía de energía a la zona, tres tabernas y una posada.

## Flora y fauna
La vegetación de la zona, es principalmente arbustiva y herbácea, abundando las aulagas, los espartos, las retamas, las alcaparras y especies aromáticas como el romero y el tomillo, siendo escasos los ejemplares arbóreos si exceptuamos las repoblaciones de pinos y las choperas y tarajes de los márgenes de sus arroyos.
La flora, propia de las estepas áridas del norte de África, nos ofrece algunas singularidades como el jopo de lobo (cynomorium coccineum) o la esparraguera de tallos cortos y duros (Asparagus horridus).
La fauna, al igual que la flora, tiene los mismos rasgos esteparios. Abundan las especies que prefieren espacios abiertos como la perdiz roja, la urraca, el triguero, el pardillo común o el jilguero. También abundan el jabalí, la cabra montés, el conejo, la liebre, el zorro o el buitre.
Además, su agricultura se basa principalmente en el cultivo del olivar, aunque también hay plantaciones de almendros y pistachos. Y en cuanto a la ganadería podemos destacar los corderos, las cabras, los conejos y los cerdos.

## Demografía
Según el Instituto Nacional de Estadística de España, en el año 2023 Fontanar contaba con 333 habitantes censados. De los cuales, 169 eran hombres y 164 mujeres.
| Gráfica de evolución demográfica de Fontanar entre 2000 y 2023 |
|                                                                |

## Fiestas y tradiciones
Entre sus fiestas destaca La Romería de San Isidro, que se celebra el fin de semana posterior al 15 de mayo (festividad del santo). En ella se llevan a cabo múltiples actividades para adultos y niños, como cata de vino del país, campeonato de fútbol, verbena municipal, espectáculo de fuegos artificiales, o la degustación de una paella popular. Además, desde meses antes los lugareños preparan distintas carrozas que se desplazarán a Pozo Alcón a recoger el Santo, y las cuales entran en un concurso donde se premia la "carroza más vistosa y original". 

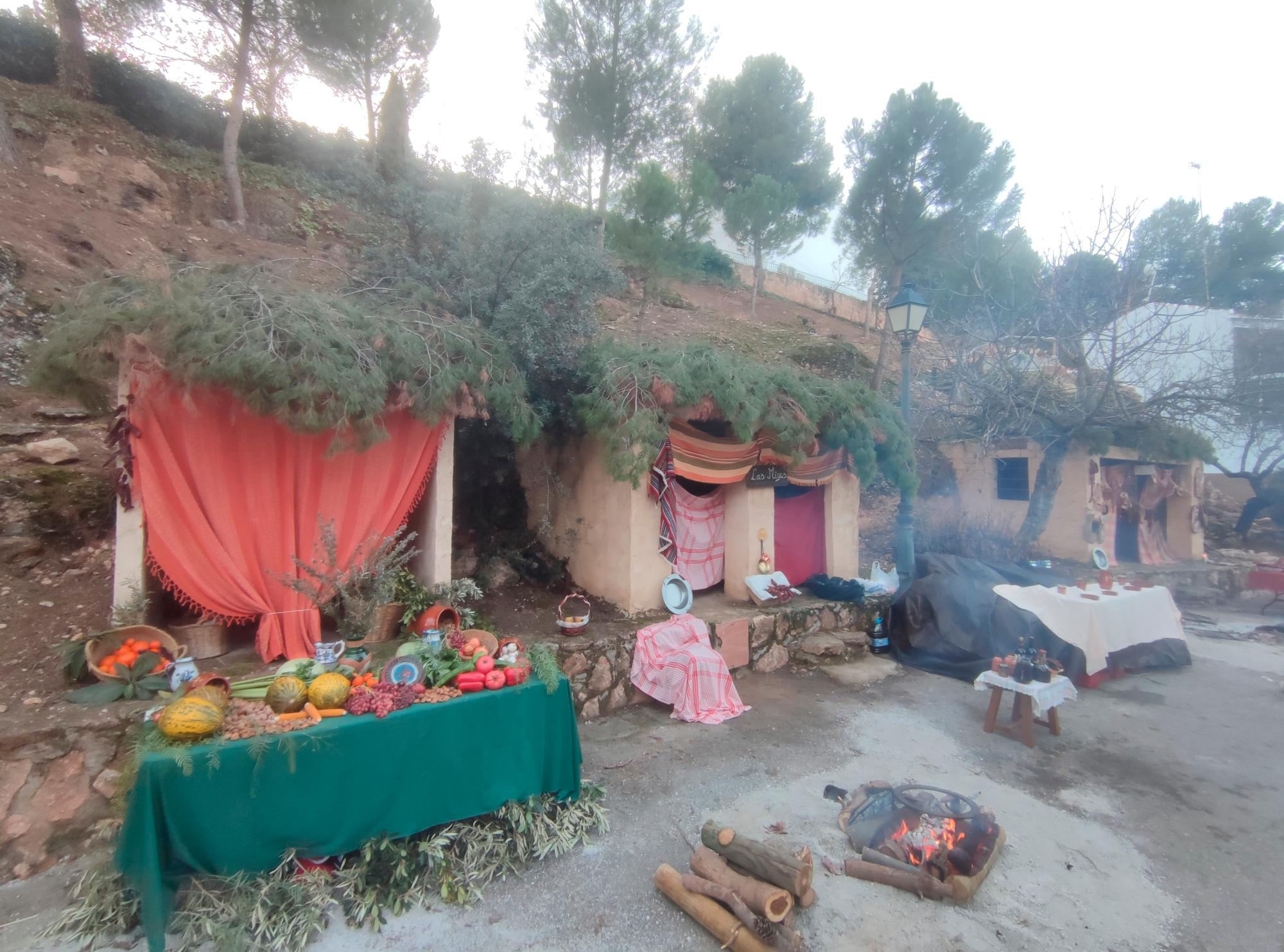
Escenario del Belén viviente

También, desde principios del siglo XXI, se celebra en Fontanar “El Nacimiento de Nuestro Señor Jesucristo” (Belén viviente). Se trata de una magna representación teatral que se representa cada año, el día 25 de diciembre, en un escenario natural adecuado con casas y cuevas de la época. Por un día más de 250 “actores” del lugar recrean escenas y personajes del Nacimiento, María y José, los pastores, el Censor, Herodes, los romanos, los Reyes Magos, etc. Pero también, a personajes, oficios, enseres, tradiciones y costumbres de Fontanar, casi olvidadas, que se recuperarán apareciendo en escena: la comadrona, el pregonero, las lavanderas, el tabernero, las aguadoras, los trabajos de la era, la matanza, los esparteros, las conservas, los antiguos juegos infantiles, las canciones de nuestras abuelas, y muchas más actividades que evocan la historia de Fontanar y traen a la memoria recuerdos de ayer. 

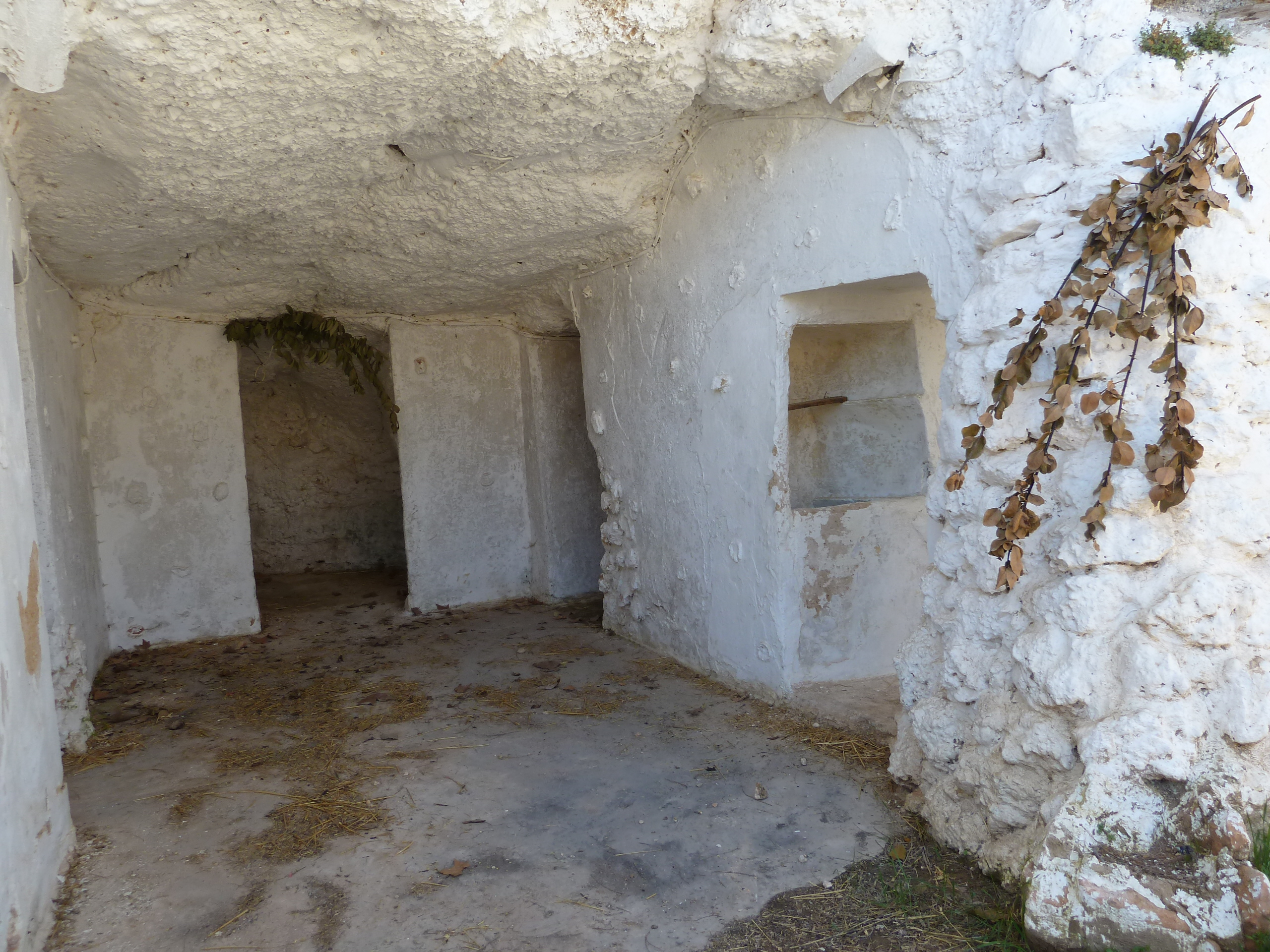
Cueva del Belén Viviente de Fontanar

Una vez finalizada la representación, los espectadores pueden recorrer el escenario para ver más cerca todas las escenas, adorar al Niño en el Portal, entregar la carta a los Reyes Magos, “inscribirse” en el censo (reciben un Certificado Censal), degustar y comprar productos típicos de Fontanar, etc.
Destacar que El Fontanar tiene una gastronomía tradicional y similar a la de toda la zona: las gachas, las migas, los maimones, los tallarines o el pan casero. Además, es habitual entre los vecinos de Fontanar elaborar conservas caseras, vino, chacinas y conservas derivadas del cerdo: chorizos, salchichón, morcilla, relleno, sobrasada, salazones, etc. Todas ellas basadas en recetas tradicionales.

## Monumentos y lugares de interés

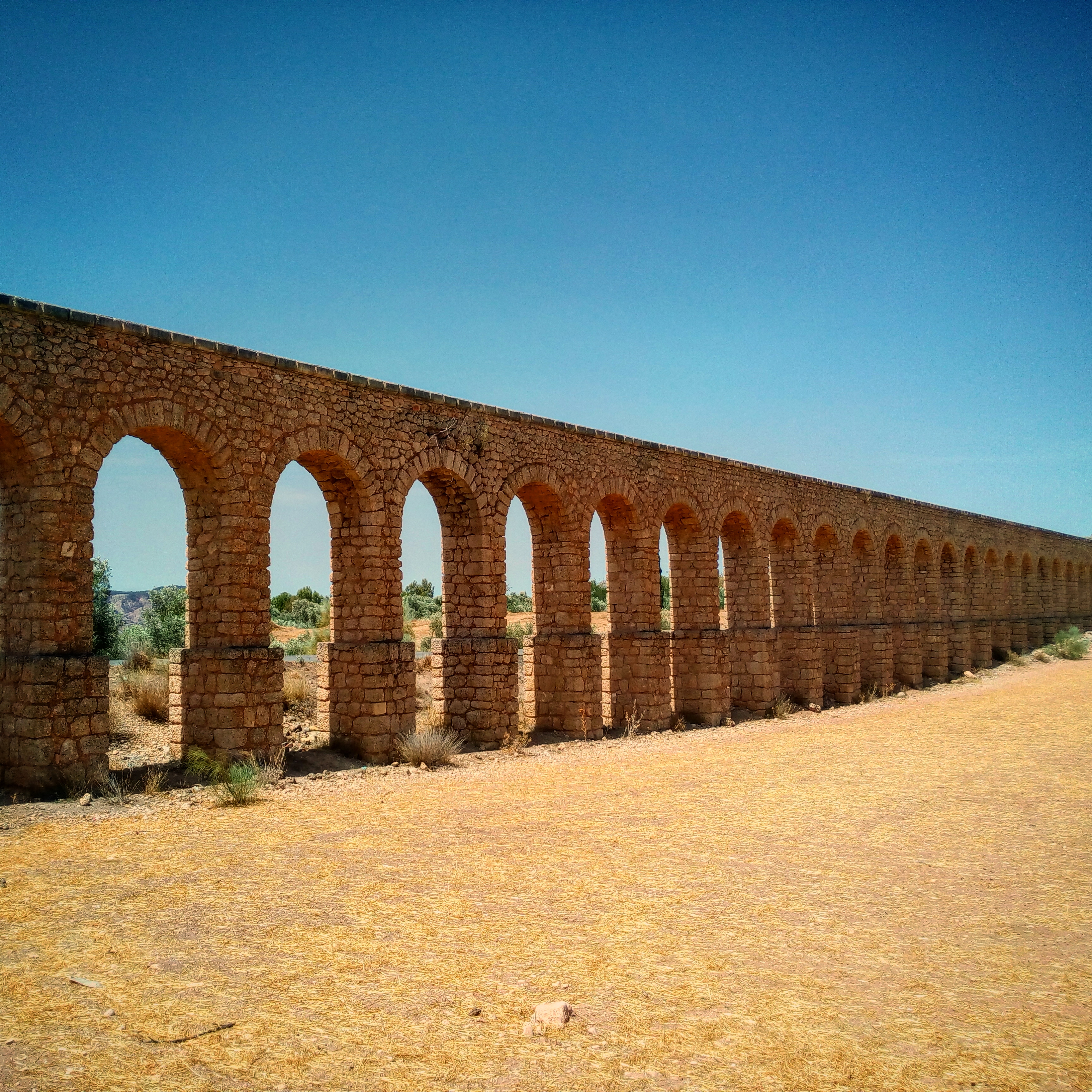
El Acueducto de Catalina, (también conocido como "Puente los ojos").

Fontanar, aunque no presenta grandes monumentos antiguos, posee algunos lugares de interés:
Acueducto de Catalina: Más conocido como "Puente los ojos", está compuesto por 78 arcos de medio punto de una planta, de mampostería construido con piedra de la zona -turronera- y argamasa. Tiene unos 400 m de longitud y sus arcos son más altos que los de los acueductos cercanos de Guerra y Caramaco, con una altura máxima de 10 metros.Varios de sus arcos cuentan con un suplemento de altura para corregir las irregularidades del terreno.

EL 19 de junio de 1875 el ingeniero vasco José María Iturralde recibe la autorización para construir un canal derivado del río Guadalentin, para poder fertilizar una superficie de 8000 Hectáreas, en los términos de Pozo Alcon y Fontanar (Jaén), Cuevas del Campo y Zújar (Granada). El caudal máximo se limitaba a 3000 litros por segundo, y la concesión fue otorgada a perpetuidad y con libertad de tarifas. Columpio mirador: Se encuentra situado muy cerca del Acueducto de catalina, desde donde se puede observar todo el valle del Guadiana menor a vista de pájaro.

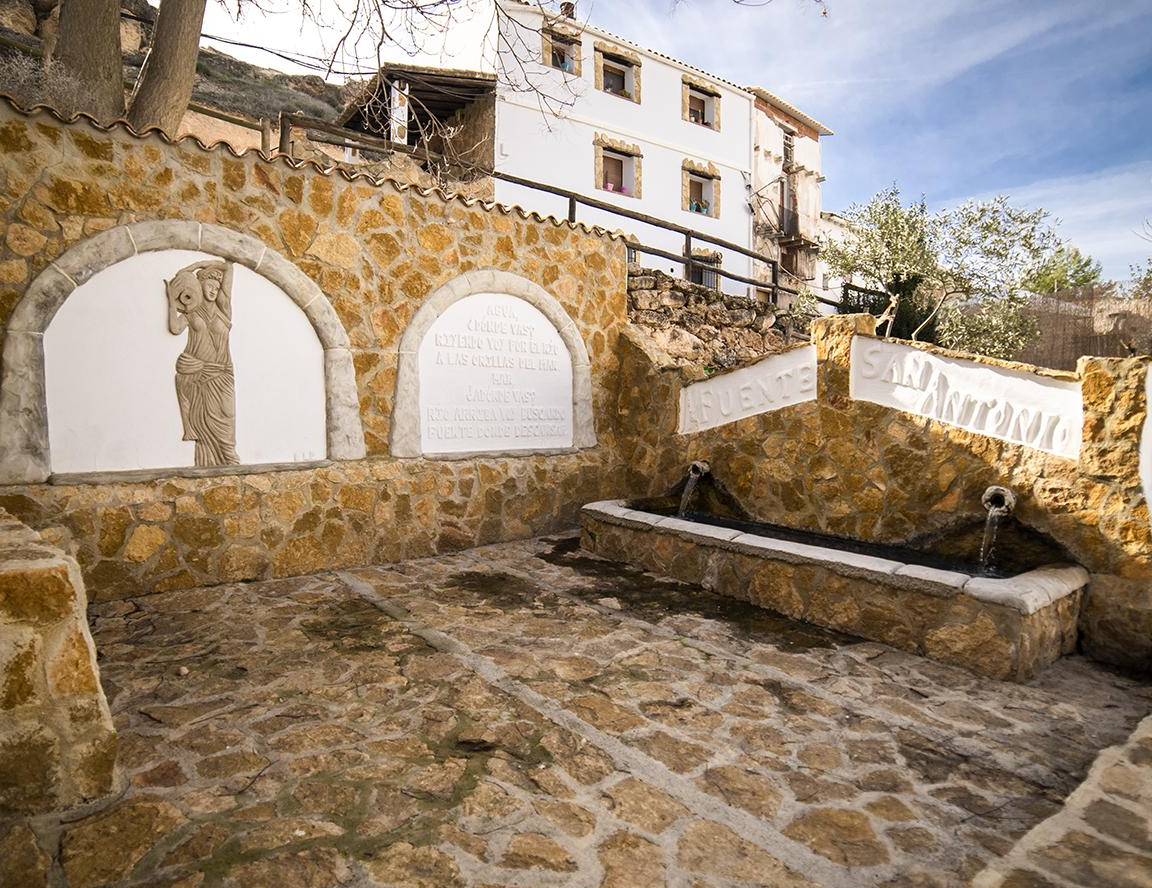
Fuente de San Antonio

Mirador del Lirio:  Se sitúa a 898 metros de altitud, a unos cuantos kilómetros de la aldea del Fontanar. Desde este mirador se pueden observar  fenómenos de desertización provocados por causas térmicas, así como la vecina Sierra de Cazorla y gran parte de Andalucía oriental.
Fuente de San  Antonio: En la Rambla, parte más baja de la aldea de Fontanar, encontramos una gran cantidad de fuentes, destacando la fuente de San Antonio.
Museo al aire libre: Ubicado por las calles de la Aldea Fontanar. Se trata de un conjunto de esculturas contemporáneas desperdigadas por la aldea. También se suma al museo una serie de carteles que narran las vidas y oficios de las gentes que vivieron en esta aldea.
Iglesia de la Sagrada familia: Fue construida en la primera mitad del siglo XX. Los Hermanos de un Colegio de Madrid donaron a la aldea una imagen de la Sagrada Familia que era trasladada de un cortijo a otro. A la puesta de sol, caminaba entre olivares para honrar con su visita el altar preparado por otra familia.

Este fervor hizo nacer la idea de construir una ermita: un matrimonio donó los terrenos, otros traían piedra de los puntales, otros echaban jornales, otros daban dinero... y así, después de casi cuatro años de trabajo la obra se vio acabada. Se inauguró en mayo de 1961 y en 1966 se segregó de la Iglesia de la Encarnación en Pozo Alcón y nació la     Iglesia de la Sagrada Familia de Fontanar. 

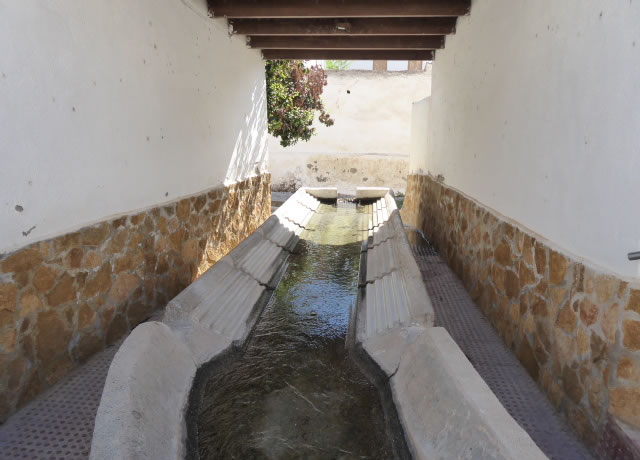
Lavadero público de Fontanar

El interior de la iglesia es modesto, con laterales en zigzag que albergan diversas imágenes. El altar, de elegancia sobria, está presidido por una imagen de Cristo Crucificado. Este lugar de culto refleja la colaboración y devoción de la comunidad, destacando como un símbolo de unidad y fe en Fontanar.
Lavadero público: Se encuentra a escasos metros de la Fuente de Antón María que la abastece, en el Barrio de La Rambla del Fontanar. Este lavadero construido en los años 70 del siglo XX aún conserva la utilidad para lo que fue concebido.